# Minamishimabara
Minamishimabara (南島原市, Minamishimabara-shi) est une ville japonaise située dans la préfecture de Nagasaki.

## Géographie

### Situation
Minamishimabara est située dans le sud de la péninsule de Shimabara, dans le sud-est de la préfecture de Nagasaki.

### Démographie
En 2009, la ville de Minamishimabara avait une population de 51 476 habitants, répartis sut une superficie de 169,89 km2 (densité de population de 303 hab./km2).

### Hydrographie
La ville est traversée par le fleuve Arie.

## Histoire
La ville moderne de Minamishimabara a été créée le 31 mars 2006 de la fusion des bourgs d'Arie, Fukae, Futsu, Kazusa, Kitaarima, Kuchinotsu, Minamiarima et Nishiarie.

## Culture locale et patrimoine

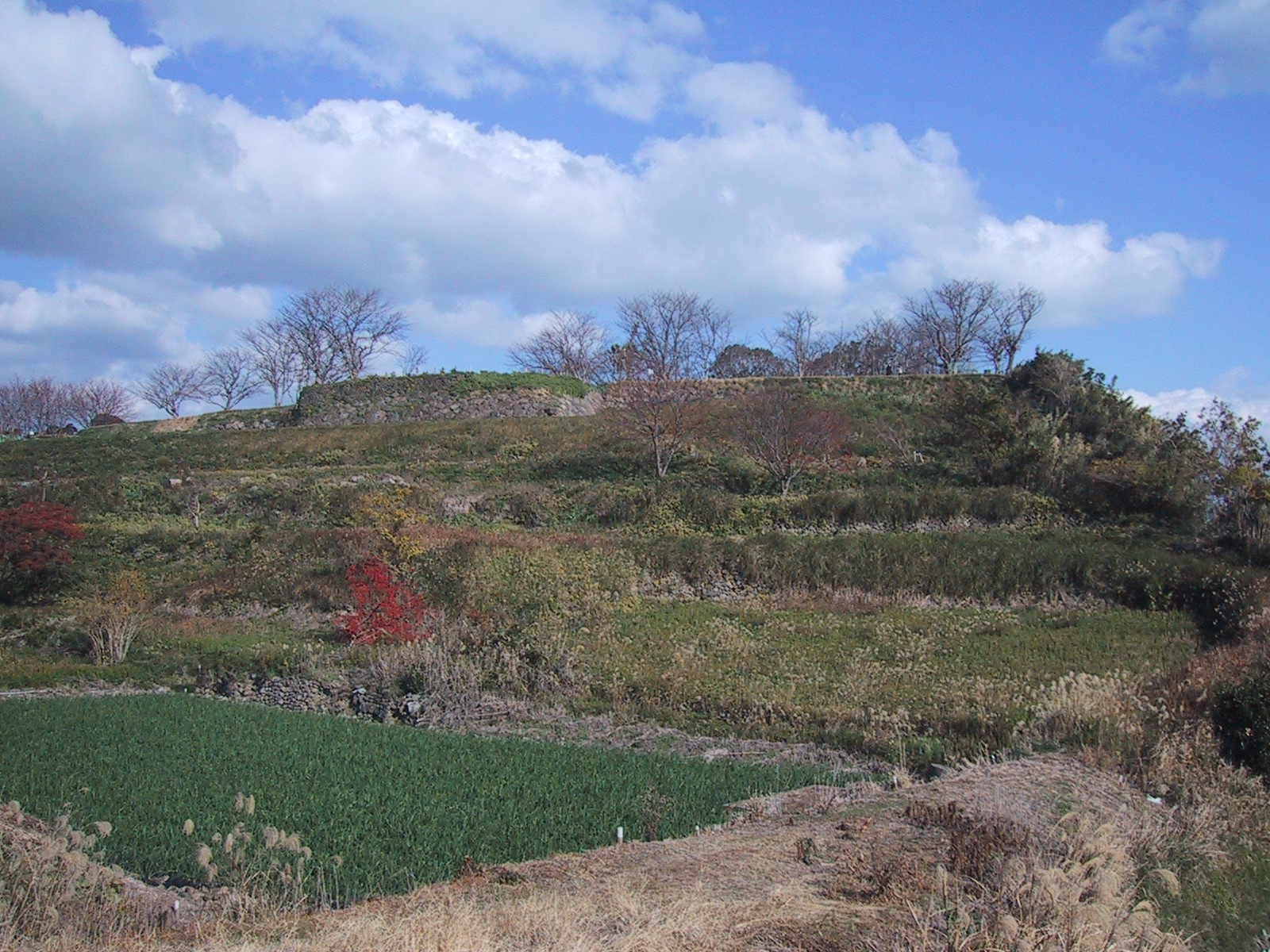
Ruines du château de Hara.

- Ruines du château de Hinoe
- Ruines du château de Hara

## Jumelage
Minamishimabara est jumelée avec :
- Fuzhou (Chine),
- Chieti (Italie).